# POCO (スマートフォン)
POCO（ポコ）は、北京に本社を置く中華人民共和国のスマートフォン専売メーカー。
POCOブランドは、インド向けXiaomi傘下のミッドレンジスマートフォン企業として2018年8月に初めて発表された。

## 概要
POCO Indiaは2020年1月17日に独立し、その後、2020年11月24日にグローバル版POCOが独立した。
POCOは2018年8月に最初のスマートフォン「Pocophone F1」を発売した。

## 歴史

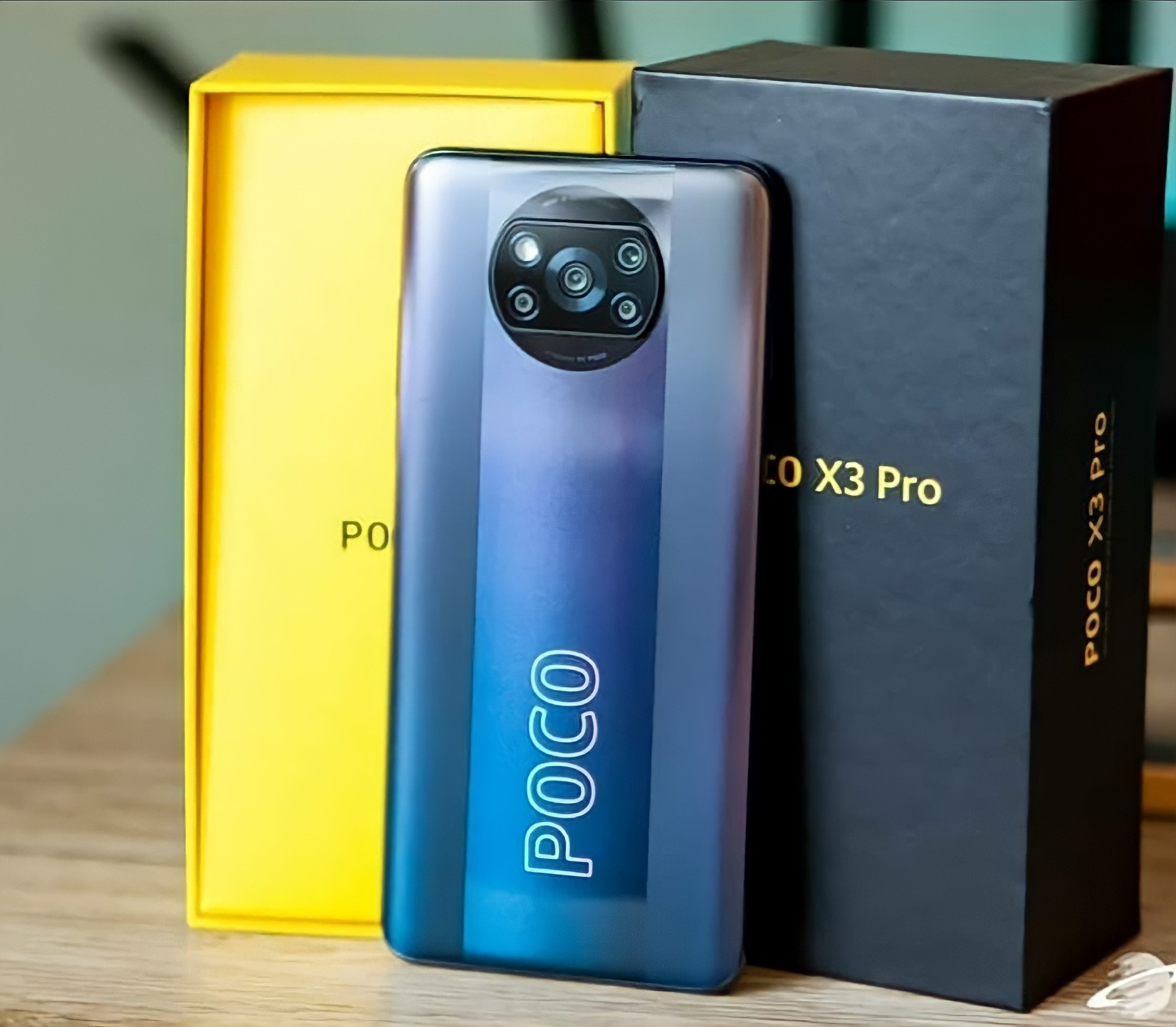
Poco X3 Pro

POCOブランドは、2018年8月にXiaomiのサブブランドとして立ち上げられた。XiaomiはPOCOブランドで当時の最高峰SoCであったSnapdragon 845を搭載しながら、20999ルピー（3万3000円)というコストパフォーマンス実現した「Pocophone F1」を発売し、成功した。
POCO Indiaは2020年1月の2番目のデバイスの発売前に独立したブランドとなった。3年の間に、同社は11のデバイスを発売したが、そのほとんどはRedmiスマートフォンの名前を変更したリブランド製品だった。

## 日本での展開
2022年6月23日、XiaomiはPOCOを日本で展開すること正式に発表し、同日スマートフォン「POCO F4 GT」を発表、発売した。
これまでのXiaomiブランドとPOCOブランドは何が違うのか、という問いに対し、Xiaomi東アジア担当ゼネラルマネージャーのスティーブン・ワン氏は「『ターゲット』や『マーケティング方針』などが違う」話している。